# Richard J.C. Atkinson
Richard John Copland Atkinson (Evershot, 22 januari 1920 – Cardiff, 10 oktober 1994) was een in de prehistorie gespecialiseerde Britse archeoloog. 

## Carrière
Atkinson studeerde aan Magdalen College in Oxford. In 1944 werd Atkinson assistent conservator van het Ashmolean Museum. Rond deze tijd bedacht hij zijn theorieën over het ontstaan van Stonehenge.
Hij onderzocht plaatsen zoals Stonehenge, Silbury Hill, West Kennet Long Barrow en Wayland's Smithy. In 1958 werd hij hoogleraar aan de universiteit van Cardiff. Hij bleef bij Cardiff tot aan zijn pensionering in 1983. Gedurende lange tijd was hij hoofd archeoloog bij uitgebreide opgravingen in en rond Stonehenge (1950–1964). Helaas waren zijn rapporten van de opgravingen van Stonehenge verre van compleet. Na zijn dood in 1994 bleek zelfs dat Atkinson vondsten die gedaan waren bij Stonehenge onder zijn bed bewaarde.
English Heritage bewaart een collectie van meer dan 2.000 door Atkinson gemaakte foto's.
- Bibsys: 90237632
- Bibliothèque nationale de France: cb12904609q (data)
- CiNii: DA01503426
- Gemeinsame Normdatei: 132253968
- International Standard Name Identifier: 0000 0000 8285 8510
- Library of Congress Control Number: n89629841
- Bibliotheek van het Japanse parlement: 00431878
- Nationale Bibliotheek van Tsjechië: xx0269109
- Nationale Bibliotheek van Israël: 987007279688205171
- Nederlandse Thesaurus van Auteursnamen: 068454961
- Istituto Centrale per il Catalogo Unico: SBLV038369
- Système universitaire de documentation: 060548800
- Virtual International Authority File: 102475828
- WorldCat: E39PBJhX6jyVTq4YCWcPCGqqQq